# Секст Ветулен Церіал
Секст Веттулен Церіал (лат. Sextus Vettulenus Cerialis) — намісник Юдеї 70-71 років, римський військовий і політичний діяч середини I століття.
Церіал походив із сабінського міста Рієті. Його молодшим братом був проконсул Гай Ветулен Цівіка Церіал, а сином — консул 106 року Секст Ветулен Цівіка Церіал.
Під час правління імператора Нерона Церіал обіймав посаду імператорського квестора. Потім він перебував на посаді претора.
Під час Першої Юдейської війни, між 66 і 70, Церіал був легатом V Македонського легіону під загальним командуванням Веспасіана. За його наказом Секст підкорював самаритян, а потім ідумеян. Після облоги Єрусалиму в 70 році Церіал очолює діючу в Юдеї римську армію.
Після відбуття Тита в Рим восени 70 року, Церіал стає намісником Юдеї та легатом Legio X Fretensis. У 71 році його на цій посаді змінив Секст Луцілій Басс.
В 72/73 році Церіал займав посаду консула-суффекта. Потім він був призначений легатом пропретором Мезії, яким був з 74/75 по 78/79 рік.
Він, напевно, завершив свою кар'єру як проконсул Африки. Подальша його доля невідома.